# Rdeči
Rdeči je tretji studijski album prekmurske progresivne rock skupine ŠKM banda, izdan leta 12. aprila 2011 pri založbi God Bless This Mess Records.

## Kritični odziv
Album je prejel dobre ocene. Za Rockline je recenzent komentiral: "Noro menjavanje raznovrstnih melodij, ritmov, vzdušij in glasnosti še naprej ustvarja neprepusten zvočni tok, ki daje neverjetno dinamiko in, jasno, raznolikost. V tem se Rdeči ne razlikuje od svojih predhodnikov. Je pa zato Rdeči zagotovo najbolj zrelo delo ŠKM bande in po mojem mnenju tudi najboljše." Matjaž Gerenčer je za RockOnNet zapisal: "Skupina je spontana, interakcija vseh inštrumentov ubrana, predvsem pa osredotočena – zato se člani znotraj pesmi z lahkoto večkrat presedejo ter tekoče menjavajo hitrost in motive. Posamezne pesmi tako vsebujejo več dejanj, več »zgodb«, ki jih veže občutek za »pripovedovanje«, vodi pa tehnična izpiljenost sodelujočih."
Na Radiu Študent je bil album uvrščen na 3. mesto Naj domače tolpe bumov, seznama najboljših slovenskih albumov leta.

### Priznanja
| objava        | uvrstitev | seznam                      |
| ------------- | --------- | --------------------------- |
| Radio Študent | 3.        | Naj domača tolpa bumov 2011 |

## Seznam pesmi
Vso glasbo je napisala skupina ŠKM banda.
| Št.             | Naslov          | Dolžina |
| --------------- | --------------- | ------- |
| 1.              | „Nema posta‟    | 2:55    |
| 2.              | „Lajna‟         | 3:52    |
| 3.              | „Iden‟          | 4:34    |
| 4.              | „Oranžen‟       | 4:29    |
| 5.              | „Jok‟           | 3:07    |
| 6.              | „Na padalec‟    | 5:51    |
| 7.              | „Daleč‟         | 3:46    |
| 8.              | „Balada‟        | 6:54    |
| Skupna dolžina: | Skupna dolžina: | 35:28   |

## Zasedba
ŠKM banda
- Mitja Sušec — kitara, tolkala
- Iztok Koren — kitara
- Jernej Koren — bas kitara
- Jernej Sobočan — bobni

Tehnično osebje
- Ivor Knafelj - Plueg — miks, produkcija, mastering
- Gregor Purgaj — oblikovanje